# Yeşilköy
Yeşilköy (cunoscut până în 1926 sub numele de San Stefano din grecescul Άγιος Στέφανος, redat în turcă ca Ayastefanos, în bulgară Сан Стефано) este o mahala a municipalității Bakırköy din Istanbul, Turcia.
Aceasta este situată de-a lungul Mării Marmara, la aproximativ 11 kilometri vest de centrul istoric al orașului Istanbul. Înainte de creșterea rapidă a populației din Istanbul în anii 1970, Yeşilköy era doar un sat și o stațiune la mare.

## Istorie
Numele său inițial grecesc (Άγιος Στέφανος, pronunțat Aghios Stephanos, adică Sfântul Ștefan), rezultă dintr-o legendă: în perioada bizantină, nava care asigura transportul moaștelor Sfântului Ștefan de la Constantinopol la Roma a fost nevoită să se oprească aici din cauza unei furtuni. Moaștele au fost păstrate într-o biserică până la trecerea furtunii, iar acest lucru a dat numele bisericii și locului.
În 1203, plaja din San Stefano a fost locul de debarcare a armatei latine a cruciadei a patra, care avea să cucerească în anul următor Constantinopolul.
În secolul al XIX-lea, tot satul a fost deținut de puternica familie armeană Dadyan, care l-a primit cadou de la sultan, după ce a refuzat să emigreze în străinătate.
În timpul Războiului Crimeei, forțele franceze au staționat aici și au construit unul dintre cele trei faruri istorice din Istanbul, aflat încă în uz. Este, de asemenea, locul în care forțele ruse s-au oprit la sfârșitul războiului din 1877–1878 și locul în care s-a semnat Tratatul de la San Stefano, dintre Rusia și Imperiul Otoman.
În 1909, aici a fost luată decizia de către membrii Comitetului pentru Uniune și Progres de a-l trimite pe sultanul Abdul-Hamid al II-lea în exil la Salonic.
În 1912, în timpul războaielor balcanice, mii de soldați bolnavi din cauza holerei au fost aduși aici unde aproximativ 3.000 dintre ei au murit și au fost îngropați în apropierea stației de tren.
În secolele al XIX-lea și începutul secolului al XX-lea, localitatea a fost stațiunea de coastă și locul de vânătoare preferate pentru clasa superioară din Istanbul. Avea o populație mixtă formată din turci, greci (acum aproape complet emigrați), armeni (care încă mai trăiesc acolo) și levantini. Ca o moștenire a caracterului cosmopolit, o misiune italiană, o biserică italiană catolică și un cimitir, biserici armene și biserici grecești există încă în zonă. Toate bisericile sunt dedicate Sfântului Ștefan.
Satul a primit numele actual (Yeşilköy: „Satul verde” în turcă) în 1926, în baza legislației prin care se impunea acordarea unui nume turcesc fiecărei comunități. Numele a fost dat de către scriitorul Halit Ziya Ușaklıgil, care a trăit aici.
1. ↑  İstanbul'un Mahalle Bazında Nüfus Yoğunluğu Haritası, Population Density Map of Istanbul by Neighborhood (în engleză), arhivat din original la 25 septembrie 2024, accesat în 24 septembrie 2024
2. ↑  PTT posta kodu sorgulama, PTT zip code inquiry (în engleză), PTT[*], accesat în 9 iunie 2024
3. ↑  Coğrafi Numaralar, Geographic Numbers (în engleză), Bilgi Teknolojileri ve İletişim Kurumu[*], arhivat din original la 19 ianuarie 2024, accesat în 12 aprilie 2024